# Monastieke Familie van Betlehem, Maria Ten-Hemel-Opgenomen en de Heilige Bruno
De Monastieke Familie van Betlehem, Maria Ten-Hemel-Opgenomen en de Heilige Bruno is een van oorsprong Franse congregatie van contemplatieve monniken en monialen die zich grotendeels baseert op de traditie van de Kartuizers en de spiritualiteit van het oosterse christendom

## Geschiedenis

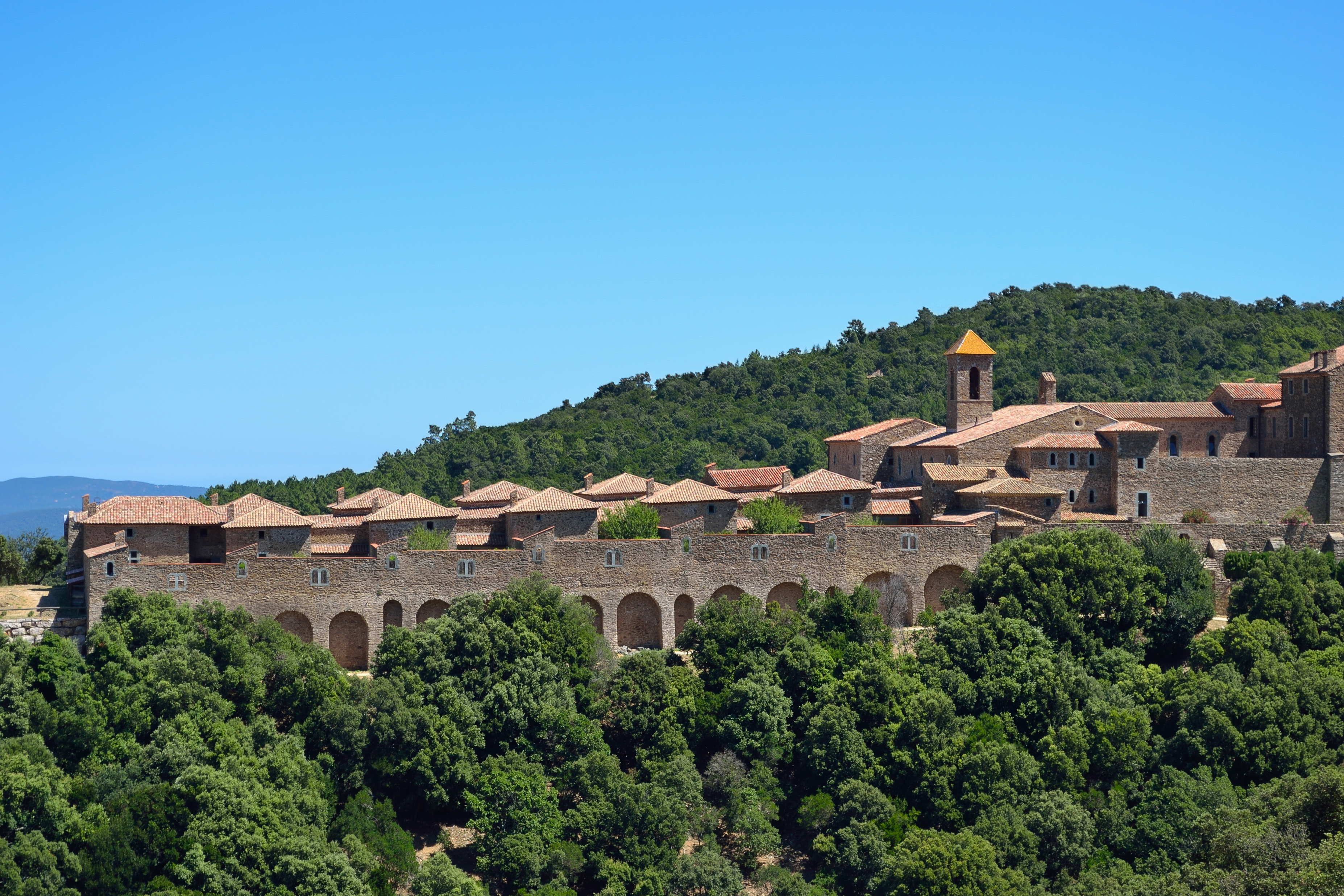
Kartuis van la Verne (Frankrijk).

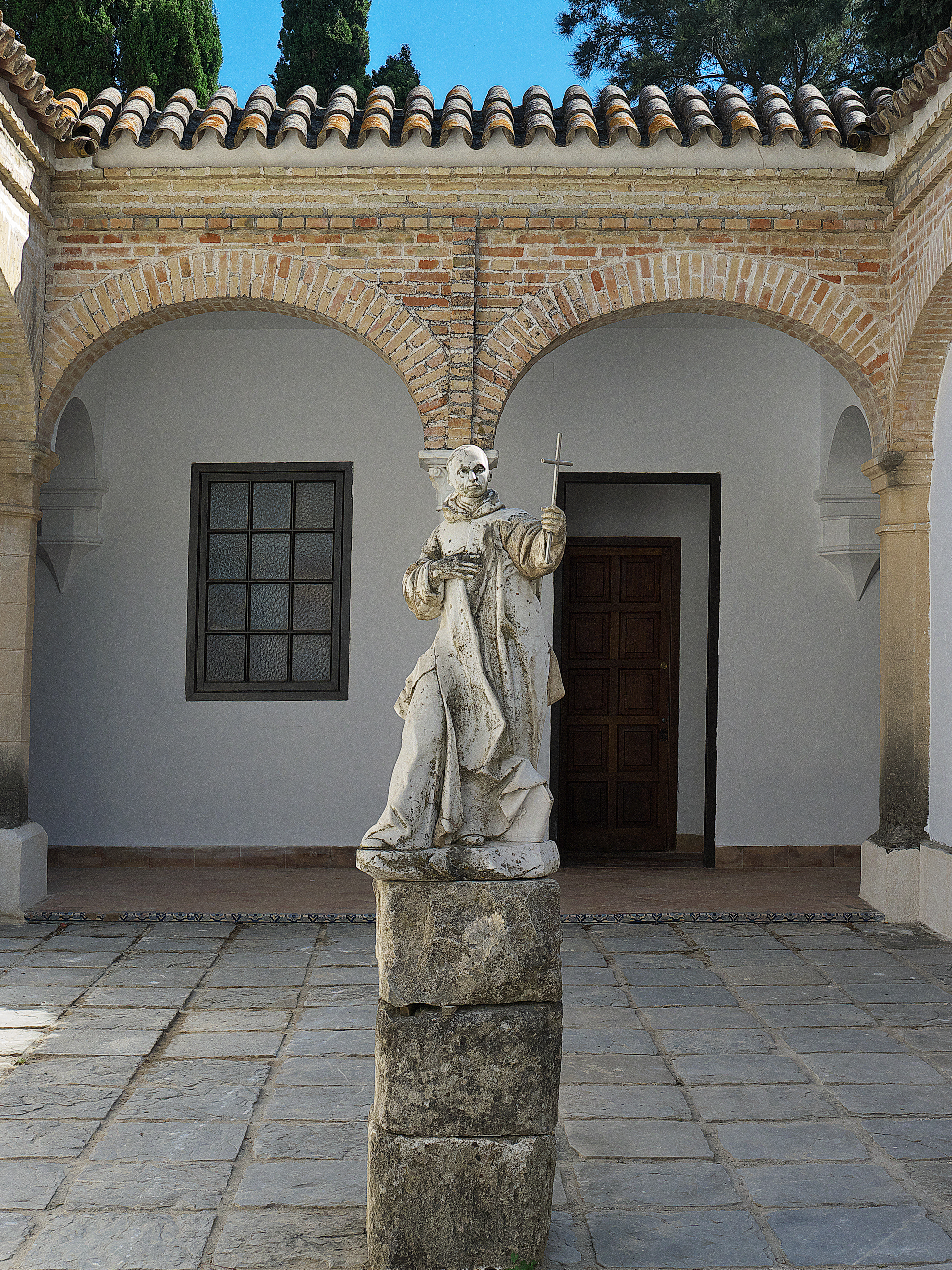
Kartuis van Jerez de la Frontera (Spanje).

De congregatie ontstond in 1950, toen een aantal vrouwelijke pelgrims die in Rome de afkondiging van het dogma van de Tenhemelopneming van Maria hadden bijgewoond, zich geïnspireerd voelden om haar na te gaan volgen. Twaalf weken later werd de eerste communiteit van vrouwelijke religieuzen gesticht in het bisdom Sens in Frankrijk. Omdat de eerste kapel werd ingericht in een verbouwde stal gaf men het nieuwe klooster de naam 'Bethlehem.' Naar dat klooster worden de monialen ook wel de 'Kleine Zusters van Bethlehem' genoemd. De mannelijke tak is nog altijd veel kleiner dan de vrouwelijke, en is pas gesticht in 1976.

## Leven
De monniken en monialen stellen zich ten doel om, samen met de heilige maagd, God te aanbidden in de volheid van de Drie-eenheid in stilte en eenzaamheid. Daarom vertrouwen de zusters zich bijzonder toe aan de heilige Bruno als hun gids. Hun leven is daarnaast ook gebaseerd op de skiten en laura's van de eerste christelijke monniken in de Egyptische woestijn. Zodoende leven ze heel de week alleen in hun cellen, die net als bij de kartuizers bestaan uit aparte huisjes, en komen alleen bij elkaar voor een deel van het getijdengebed, de Mis en, op zondag, voor een zogenaamde 'synax' of bijeenkomst. Voor de Eucharistie gebruiken ze de Latijnse ritus, voor het getijdengebed de Byzantijnse ritus, beide in de taal van het land waar ze verblijven. Zo schakelde bijvoorbeeld de bijna geheel Franstalige communiteit van Marche-les-Dames bij hun verhuizing naar Opgrimbie over op Nederlands, wat gezien hun vrijwel geheel geïsoleerde leven bijzonder genoemd mag worden. Het klooster in Opgrimbie, het Monasterium Onze Lieve Vrouw van het Fiat, is de enige vestiging van de congregatie in het Nederlandse taalgebied.

## Verspreiding
De congregatie bestaat uit iets meer dan 800 leden, die als volgt zijn verdeeld:
- Er zijn in totaal 30 vrouwenkloosters, die staan in: Frankrijk, België, Italië, Spanje, Oostenrijk, Israël, de Verenigde Staten, Duitsland, Argentinië, Canada, Litouwen, Polen, Portugal, Cyprus en Chili. Stichtingen in Mexico en Jordanië zijn in voorbereiding.
- 3 mannenkloosters staan in Italië, Frankrijk en Israël.